# Aeollanthus viscosus
Aeollanthus viscosus là một loài thực vật có hoa trong họ Hoa môi. Loài này được Ryding mô tả khoa học đầu tiên năm 1986.